# 二階堂擁立構想
二階堂擁立構想（にかいどうようりつこうそう）は、1984年、自由民主党総裁任期満了に伴う中曽根康弘の再選を阻止するため、鈴木善幸前首相・福田赳夫元首相らが野党も巻き込んで木曜クラブ（田中派）大番頭の二階堂進自由民主党副総裁を擁立しようとした事件である。二階堂擁立劇とも呼ばれる。

## 背景
1984年11月に行われる自由民主党総裁選挙に向けて、中曽根は高い支持率を背景に早くから再選への意欲を示していた。
一方、中曽根内閣はその成立当初より、田中派の影響を色濃く受けて、「直角内閣」「田中曽根内閣」などと呼ばれていたため、鈴木・福田・河本派ら非主流派はこれに不満を抱いていた。さらにこの年、田中派の二階堂進が党副総裁に起用されたことで、非主流派の不満はますます高まりを見せ、宮澤喜一（宏池会、鈴木派）・安倍晋太郎（清和会、福田派）・河本敏夫（新政策研究所、河本派）らが再選阻止の構えを見せた。
ロッキード裁判被告の田中角栄の構想は「二審の裁判で無罪を勝ち取り、自身が復権するまで中曽根を使いこなしていく」というものであった。1984年8月、最大派閥を率いる田中は軽井沢で極秘に中曽根と会い、「もちろん再選させる。心配するな」と告げた。9月には箱根で開かれた田中派研修会で演説し、中曽根再選支持を表明した。それゆえ、一般には中曽根総裁の再選は堅いと見られていた。

## 経緯
1984年10月26日、鈴木は田中邸を訪れ、次期総裁公選で二階堂を擁立することを提案した。田中派は党内最大派閥でありながら田中自身が政権回復の望みを捨てなかったため、竹下登らニューリーダーを擁しながら、田中内閣以後は総裁候補を出せない派閥であった。こうした不満を逆手に、鈴木は二階堂を総裁として田中と中曽根に頚木を打つ「王手飛車取り」を狙った。
鈴木の狙いは、田中と中曽根の間を分断し、二階堂暫定政権の後に自派の宮澤を総裁にすることにあったと言われる。また自身が余力を残して政権を譲ったという認識の中で、中曽根の「私が登板した時の日米関係は9回2アウト満塁だった」などとあたかも前任者が無能であったかのような鈴木の感情を逆なでする度々の発言や、田中・中曽根両派主導の党運営に不満を持っていた。これに福田や三木武夫元首相らも同調した。さらに、本会議の首班指名において、野党の公明党・竹入義勝委員長、民社党・佐々木良作委員長との連携・連立を視野に入れた工作もあり、四面楚歌の中で中曽根再選は危ういかと思われた。
10月27日午前10時頃、二階堂は田中派代表代行の江崎真澄を伴って目白台の田中邸を訪れた。出会い頭に田中から「ヨオッ！幻の山崎首班！」と声をかけられた二階堂が激高した場面もあったと言う。「駄目だ、二階堂さん。今、中曽根を辞めさせる理由がない」「中曽根があんたを本当に助けるのか。私は本当にやる。何としても裁判をかたづける。それだけだ」「二階堂さん、あなたの気持ちはありがたい。しかし、今回は俺に任せてくれ。俺とあなたは夫婦みたいなものじゃないか」というやりとりのあと、二階堂は「あんたが間違ったことを言うなら、俺はあんたに従わない。これは遺言のつもりで聞いてほしい」とまで言い、両者の意見は一致をみないまま終わった。
この企ては、
1. 竹下の後見人を任じる金丸信ら、田中派幹部の反対
2. 名実ともに、中曽根の対抗馬となり得た河本が竹下・金丸に同調して三木を抑えたこと
3. 鈴木・福田両派内でも慎重論が大勢を占めたこと
4. 野党が関与していることに対する、党内の抵抗感
5. 田中角栄の反対

といった要素により成就しなかったが、中でも５が決定的だった。
上述の会話にも見られるように、二階堂は田中の庇護者として中曽根よりも信頼に足ると自認していた。同時に反主流派の意見を汲むことで党内融和という大義に訴えたのであるが、党内融和とは田中批判を受け入れることと同義であった。田中から見れば、中曽根と直接つながっていたほうが安全であり、その点、二階堂は田中の支持を過信していたとされる。
この工作は終盤で報道され、国民周知の事実となった。自民党両院議員総会に先立って10月28日に行われた最高顧問会議では、福田・二階堂らから中曽根批判が噴出、最後に中曽根が党風刷新・党内融和を約束し、ようやく了承されるという一幕もあったが、結局、中曽根が話し合いで自民党総裁に再選され、11月1日に第二次中曽根改造内閣が発足した。

## 影響
この事件により、自民党の長老政治は終わりを告げる。それまで党内で多大な発言力を持っていた福田・鈴木・三木ら首相経験者を中心とする長老はこの計画失敗により発言力を失っていき、派閥の代替わりを促すことになった。
同時に、鉄の結束を誇っていた田中派の綻び、ひいては田中の支配力に陰りが生じつつあることを示した。田中の最大の忠臣・二階堂が総裁公選に意欲を示したことは、総裁候補を擁立できない田中派内部の不満を示すものでもあり、中曽根再選後に行われた内閣改造（第2次中曽根内閣 (第1次改造)）・党役員改選では、田中派は中曽根再選の主力となったにもかかわらず、閣僚増員の要求は容れられず改造前と同じ6ポストにとどまった。また、自民党幹事長も田中の推した小沢辰男ではなく、火消しに功績のあった金丸が選ばれた。
しかし金丸が推した入閣候補者の羽田孜・小沢一郎などはいずれも入閣することなく、閣僚についたのは全て田中の推した入閣候補者であったことは、当時の力関係がまだ圧倒的に田中に分があったことを示している。こうした軋轢は翌1985年2月7日に竹下が創政会を旗揚げすることで爆発し、それから20日後に田中は脳梗塞で倒れ、政治の表舞台から去ったことによって田中支配は終焉を迎えた。
二階堂は後に、「⾃分からやる気はなかった。公明党の⽵⼊義勝、⺠社党の佐々⽊良作両委員⻑が毎日、電話で「君しかいない」と説得された」と振り返っている。田村元は「福⽥赳夫が⾔い出したが、直前に安倍晋太郎君の猛反対で福田が降りた。その程度のもの」と振り返っている。

## 二階堂擁立構想 第二幕
田中派の影響下から離れ、安定した政権運営を進めた中曽根は、1986年7月の衆参同日選挙で自民党を圧勝に導き、党規約改正による総裁任期1年延長を勝ち取る。中曽根から衆議院議長就任を打診された二階堂が固辞すると、副総裁を外され無役となった。1年後、竹下登らは木曜クラブを離脱。木曜クラブ（田中派）は、竹下派（経世会）、二階堂グループ、中立系の3派に分裂した。少数派に転落した二階堂グループの領袖として、二階堂は総裁選出馬を表明。今度は田中家からの承諾を得たとして、鈴木善幸と宮澤派に支援を求める。いわゆる「二階堂擁立構想（擁立劇） 第二幕」である。
しかし、宮澤を総裁候補として抱える宮澤派に二階堂を支援する声は少なく、第一弾の擁立構想の仕掛人であった鈴木にも、最終的に支援を断られ、総裁選告示日前日に二階堂は出馬を断念。総裁選の舞台に立つことに、二度続けて失敗した二階堂と二階堂グループは、議員数を漸減させ、消滅していくこととなる。